# Juchao
Juchao (chinesisch 居巢区, Pinyin Jūcháo Qū) war ein Stadtbezirk der ehemaligen bezirksfreien Stadt Chaohu in der chinesischen Provinz Anhui. Diese wurde im August 2011 aufgelöst und ihre Flächen wurden an andere Städte verteilt. Auf der Fläche von Juchao wurde die neue kreisfreie Stadt Chaohu gegründet.